# 1078
| [ Edytuj tabelę ]          |                                                                 |
| Król Polski                | - 1076 Bolesław II Szczodry 1079                                |
| Król Angkoru               | - 1066 Harszawarman III 1080                                    |
| Król Anglii                | - 1066 Wilhelm Zdobywca 1087                                    |
| Król Aragonii i Nawarry    | - 1063 Sancho Ramírez 1094                                      |
| Hrabia Barcelony           | - 1076 Rajmund Berengar II 1082 - 1076 Berengar Rajmund II 1097 |
| Książę Bawarii             | - 1077 Henryk VIII 1096                                         |
| Książę Burgundii           | - 1076 Hugo I 1079                                              |
| Cesarz Bizancjum           | - 1071 Michał VII Dukas 1078 - 1078 Nicefor III Botaniates 1081 |
| Cesarz Chin                | - 1067 Song Shenzong 1085                                       |
| Książę Czech               | - 1061 Wratysław II 1092                                        |
| Król Danii                 | - 1074 Harald Hein 1080                                         |
| Władca Egiptu              | - 1036 Al-Mustansir 1094                                        |
| Król Francji               | - 1060 Filip I 1108                                             |
| Król Gruzji                | - 1072 Jerzy II 1089                                            |
| Hrabia Holandii            | - 1061 Dirk V 1091                                              |
| Cesarz Japonii             | - 1072 Shirakawa 1086                                           |
| Kalif                      | - 1075 Al-Muktadi 1094                                          |
| Król Kastylii              | - 1072 Alfons VI 1109                                           |
| Wielki książę Kijowa       | - 1077 Izjasław I 1078 - 1078 Wsiewołod I 1093                  |
| Patriarcha Konstantynopola | - 1075 Kosma I Jerozolimski 1081                                |
| Władca Korei               | - 1046 Munjong 1083                                             |
| Władca Maroka              | - 1070 Jusuf ibn Taszfin 1106                                   |
| Król Norwegii              | - 1066 Olaf III Pokojowy 1093                                   |
| Książę Obodrzyców          | - 1066 Krut 1093                                                |
| Hrabia Palatynatu          | - 1061 Herman II Luksemburski 1085                              |
| Papież                     | - 1073 Grzegorz VII 1085                                        |
| Sułtan Rumu                | - 1077 Sulajman I 1086                                          |
| Książę Saksonii            | - 1072 Magnus 1106                                              |
| Sułtan Seldżuków           | - 1072 Malikszah I 1092                                         |
| Król Szkocji               | - 1058 Malcolm III 1093                                         |
| Król Szwecji               | - 1070 Hakan Ryży i Inge I Starszy 1080                         |
| Doża Wenecji               | - 1071 Domenico Selvo 1084                                      |
| Król Węgier                | - 1077 Władysław I Święty 1095                                  |

Rok 1078 / MLXXVIII
stulecia: X wiek ~
XI wiek ~
XII wiek

lata: 1068 «
1073 «
1074 «
1075 «
1076 «
1077 «
1078
» 1079
» 1080
» 1081
» 1082
» 1083
» 1088

## Wydarzenia na świecie
- 31 marca – abdykował cesarz bizantyński Michał VII Dukas, jego następcą został Nicefor III Botaniates.
- 7 sierpnia – walki o tron w Niemczech: w bitwie pod Mellrichstadt siły Henryka IV zostały pokonane przez królewskie wojsko chłopskie ze Szwabii.
- 3 października – w bitwie pod Czernihowem zginął wielki książę kijowski Izjasław I.

- Anzelm z Canterbury, filozof i teolog pochodzący z Włoch, uważany za twórcę scholastyki, został opatem benedyktyńskiego klasztoru w Bec w Normandii.

## Urodzili się
- Aleksander I Szkocki, król Szkocji (zm. 1124)

## Zmarli
- 3 października – Izjasław I, wielki książę kijowski (ur. ok. 1024), zginął w bitwie pod Czernihowem.
- Michael Psellos – polityk, pisarz bizantyjski (ur. 1018)